# Vassili Merkouriev
Pour les articles homonymes, voir Merkouriev.
Vassili Vassilievitch Merkouriev (en russe : Василий Васильевич Меркурьев), né le 6 avril 1904 à Ostrov, près de Pskov, et mort le 12 mai 1978  à Léningrad, est un acteur soviétique. Il est nommé artiste du Peuple d'URSS en 1960.

## Biographie
Vassili Merkouriev naît le 24 mars (6 avril) 1904 dans la famille d'un commerçant russe dont l'épouse (née Anna Grossen) est née en Suisse allemande. Il a cinq frères, Léonide (1896-1915) mort pendant la Première Guerre mondiale, Alexandre (1898-1942) futur directeur d'une minoterie, mort de faim pendant le siège de Léningrad, Evgueni (1900-?), futur compositeur et chef d'orchestre qui émigre après 1917 avec son oncle Heinrich Grossen, Piotr (1906-1940) arrêté en 1939 pendant la terreur stalinienne, il meurt en prison, et Vladimir, mort à l'âge de neuf ans.
Il commence ses activités théâtrales en 1920 au théâtre d'Ostrov et il est employé en 1922 au théâtre municipal de Novorjev. Il sort diplômé en 1926 de l'institut technique des arts de la scène de Léningrad. 
Vassili Merkouriev a enseigné à l'Académie des arts du théâtre de Saint-Pétersbourg. De 1926 à 1937, il travaille à l'Atelier des acteurs dirigé par Léonide Vivien (1887-1966), tout en étant acteur à partir de 1933 au théâtre de l'Armée rouge de Léningrad, au théâtre ambulant de Vivien à partir de 1936, et au théâtre des syndicats du soviet de Léningrad à partir de 1937. De 1937 à la fin de sa vie, il fait partie de la troupe du théâtre Pouchkine de Léningrad. Il est évacué pendant le siège de Léningrad et dirige de 1942 à 1944 le théâtre de village de Narym (près de Tomsk) et de 1944 à 1945, il est directeur artistique du théâtre de la jeunesse de Novossibirsk.
Il monte aussi nombre de mises en scènes (Les Trois Sœurs, Tchapaïev, Les Petits Bourgeois (de Maxime Gorki), etc.)
Il commence sa carrière cinématographique en 1924 alors qu'il est encore étudiant, il a joué le rôle d'un délégué de travailleurs auprès du tsar dans le film de Viatcheslav Viskovski 9 Janvier (9 января) consacré aux événements du dimanche rouge.
Il a acquis la plus grande renommée grâce aux rôles dans les comédies Nebesnyy tikhokhod (1945), Cendrillon (1947), Amis fidèles (1954), La Nuit des rois (1955) et d'autres. Le drame militaire Quand passent les cigognes (1957),, dans lequel Merkouriev a joué l'un des rôles principaux, a remporté la Palme d'or au Festival de Cannes 1958.
Il enseigne à partir de 1934 (il est nommé professeur en 1960) à l'institut théâtral de Léningrad (aujourd'hui Académie des arts du théâtre) où il dirige un atelier avec son épouse Nina (fille de Meyerhold).
Vassili Merkouriev est décédé le 12 mai 1978 à Léningrad d'une crise d'urémie à l'hôpital, où il s'est retrouvé le 9 mai, quelques jours avant la première du spectacle Rembrandt de Dmitri Kedrine, où il devait jouer le rôle du grand artiste hollandais. Il est enterré à la passerelle des écrivains du cimetière Volkovo.

## Famille
Il épouse Nina (ru) (fille de Vsevolod Meyerhold), née en 1905 et morte en 1981, dont il a deux filles, Anna (1935) et Ekaterina (1940) et un fils, Piotr (ru) (1943-2010), futur acteur. Il élève également les trois enfants de son frère Piotr, mort en prison pendant la terreur stalinienne, Vitali (1930-2000), Evgueni (1936-2007) et Natalia et deux enfants évacués du siège de Léningrad qui retournent après la guerre chez leur mère. Il y eut donc huit enfants en même temps dans son foyer pendant quelques années.

## Distinctions
- artiste émérite de la RSFSR (1947)
- artiste du peuple de la RSFSR (1955)
- artiste du peuple de l'URSS (1960)
- Prix Staline de 2e classe (1947) pour le rôle  dans le film Glinka
- Prix Staline de 2e classe (1949) pour le rôle pour le rôle dans le film Histoire d'un homme véritable adapté du roman de Boris Polevoï
- Prix Staline de 2e classe (1952) pour le rôle dans le film Les Mineurs du Donets adapté du roman de Boris Gorbatov
- Ordre de Lénine (1974)
- Ordre du Drapeau rouge du Travail (1950, 1964)

## Filmographie sélective
Vassili Merkouriev est apparu dans 46 films entre 1935 et 1974 dont :
- 1935 : Les Amies (Подруги) de Leo Arnchtam : facteur
- 1939 : Maxime à Vyborg (Выборгская сторона) de Grigori Kozintsev et Leonid Trauberg : étudiant
- 1945 : Le Lent Voyageur du ciel (Небесный тихоход) de Semion Timochenko : Semion Toutcha
- 1946 : Glinka de Leo Arnchtam : Oulanov
- 1947 : Cendrillon (Золушка) de Nadejda Kocheverova et Mikhaïl Chapiro (ru) : père de Cendrillon
- 1948 : Histoire d'un homme véritable (Повесть о настоящем человеке) d'Alexandre Stolper : Stepan Ivanovitch
- 1949 : Bataille de Stalingrad (Сталинградская битва) de Vladimir Petrov : général Nikolaï Voronov
- 1955 : La Nuit des rois (Двенадцатая ночь) de Yan Frid : Malvolio
- 1957 : Quand passent les cigognes, de Mikhaïl Kalatozov : père de Boris
- 1961 : Récit des années de feu de Ioulia Solntseva : Bogdanovski